# Henry Harwood
Henry Harwood Harwood (ur. 19 stycznia 1888 w Londynie, zm. 9 czerwca 1950 w Goring-on-Thames) – brytyjski oficer marynarki, admirał, uczestnik obydwu wojen światowych, zwycięzca w bitwie u ujścia La Platy, dowódca Floty Śródziemnomorskiej w latach 1942−1943.

## Życiorys
Wstąpił do Royal Navy w 1903 roku. Podczas I wojny światowej służył między innymi na pancerniku HMS „Royal Sovereign”. Po zakończeniu wojny pełnił różne funkcje w zespołach floty, specjalizując się w dziedzinie broni torpedowej. Dowodził kolejno ciężkim krążownikiem HMS „Cumberland”, dywizjonem niszczycieli, krążownikiem HMS „London”, zaś od 1936 roku South American Division of the America and West Indies Station, eskadrą Royal Navy stacjonującą w rejonie południowego Atlantyku. Jego okrętem flagowym został HMS „Exeter”. Na początku 1939 roku załogi podległych mu okrętów wzięły udział w akcji niesienia pomocy humanitarnej dla ofiar trzęsienia ziemi w Chillán w Chile, za co został odznaczony między innymi chilijskim Orden del Merito.
Po wybuchu II wojny światowej Henry Harwood otrzymał promocję do stopnia komodora. Zadaniem jego eskadry miało być zwalczanie niemieckich rajderów, niszczących aliancką żeglugę na Atlantyku. 13 grudnia 1939 roku, dzięki analizie meldunków radiowych z zaatakowanych statków, zespół komodora Harwooda przechwycił niemiecki pancernik kieszonkowy „Admiral Graf Spee” w rejonie estuarium La Platy. Po bitwie uszkodzony niemiecki okręt schronił się w neutralnym porcie Montevideo, zaś 17 grudnia został zatopiony na redzie przez własną załogę. Tego samego dnia Henry Harwood otrzymał awans do stopnia kontradmirała i został odznaczony Orderem Łaźni.
W latach 1940−1942 admirał Harwood pełnił funkcję Lorda Komisarza Admiralicji i asystenta szefa sztabu marynarki. W kwietniu 1942 roku został dowódcą Floty Śródziemnomorskiej, zaś po podziale w lutym 1943 roku tego obszaru wojennego na kilka odrębnych dowództw, komendantem strefy Lewantu, w stopniu wiceadmirała. W czerwcu tegoż roku zrezygnował z tego stanowiska ze względu na problemy zdrowotne i został oficerem odpowiadającym za zaopatrzenie 8 Armii. W latach 1944−1945 dowodził obszarem Orkadów i Szetlandów. Po zakończeniu działań wojennych, w sierpniu 1945 roku, przeszedł na emeryturę w stopniu pełnego admirała. Zmarł w 1950 roku w wiosce Goring-on-Thames w hrabstwie Oxfordshire i tam został pochowany.